# Wielka Brytania na Letnich Igrzyskach Olimpijskich 1992
Wielką Brytanię na Letnich Igrzyskach Olimpijskich w roku 1992 w Barcelonie reprezentowało 371 sportowców (229 mężczyzn i 142 kobiety) startujących w 23 dyscyplinach. Był to 22 start reprezentacji Wielkiej Brytanii na letnich igrzyskach olimpijskich.

## Zdobyte medale
| Medal  | Zawodnik | Dyscyplina          | Konkurencja                                            | Rezultat                                                             |
| ------ | --- | ------------------- | ------------------------------------------------------ | -------------------------------------------------------------------- |
| Złoto  | Chris Boardman | Kolarstwo torowe    | wyścig na 4000 m na dochodzenie mężczyzn indywidualnie |                                                                      |
| Złoto  | Sally Gunnell | Lekkoatletyka       | bieg na 400 m przez płotki kobiet                      | 53:25 s                                                              |
| Złoto  | Linford Christie | Lekkoatletyka       | bieg na 100 m mężczyzn                                 | 9,96 s                                                               |
| Złoto  | Steve Redgrave, Matthew Pinsent | Wioślarstwo         | dwójka bez sternika                                    | 6:27,72 min                                                          |
| Złoto  | Jonny Searle, Greg Searle, Garry Herbert | Wioślarstwo         | dwójka ze sternikiem mężczyzn                          | 6:49,83 min                                                          |
| Srebro | Raymond Stevens | Judo                | waga do 95 kg mężczyzn                                 | w finale przegrał z Węgrem Antalem Kovács                            |
| Srebro | Nicola Fairbrother | Judo                | waga do 56 kg kobiet                                   | w finale uległa Hiszpance Miriam Blasco                              |
| Srebro | Gareth Marriott | Kajakarstwo górskie | C-1 mężczyzn                                           | 116,48 pkt                                                           |
| Brąz   | Robin Reid | Boks                | waga lekkośrednia (do 71 kg)                           | w półfinale przegrał z Holenderm Orhanem Delibasem                   |
| Brąz   | Jo Thompson, Helen Morgan, Lisa Bayliss, Karen Brown, Mary Nevill, Jill Atkins, Vicky Dixon, Wendy Fraser, Sandie Lister, Jane Sixsmith, Alison Ramsay, Jackie McWilliams, Tammy Miller, Mandy Nichols-Nicholson, Kath Johnson, Sue Fraser | Hokej na trawie     | turniej kobiet                                         | w meczu o 3. miejsce pokonały zespół Korei Południowej 4:3           |
| Brąz   | Sharon Rendle | Judo                | waga do 52 kg kobiet                                   |                                                                      |
| Brąz   | Kate Howey | Judo                | waga do 66 kg kobiet                                   |                                                                      |
| Brąz   | Phylis Smith, Sandra Douglas, Jennifer Stoute, Sally Gunnell | Lekkoatletyka       | sztafeta 4 × 400 m kobiet                              | 3:24,23 min                                                          |
| Brąz   | Kriss Akabusi | Lekkoatletyka       | bieg na 400 m przez płotki mężczyzn                    | 47,82 s                                                              |
| Brąz   | Roger Black, David Grindley, Kriss Akabusi, John Regis, Du’aine Ladejo, Mark Richardson | Lekkoatletyka       | sztafeta 4 × 400 m mężczyzn                            | 2:59,73 min                                                          |
| Brąz   | Steve Backley | Lekkoatletyka       | rzut oszczepem mężczyzn                                | 83,38 m                                                              |
| Brąz   | Richard Priestman | Łucznictwo          | indywidualnie mężczyźni                                | w pojedynku o brązowy medal pokonał Norwega Bertila Grov 109:103 pkt |
| Brąz   | Richard Priestman, Simon Terry, Steven Hallard | Łucznictwo          | mężczyźni drużynowo                                    | w pojedynku o brązowy medal pokonali Francję 233:231 pkt             |
| Brąz   | Nick Gillingham | Pływanie            | 200 m stylem klasycznym mężczyzn                       | 2:11,29 min                                                          |
| Brąz   | Lawrie Smith, Robert Cruickshank, Ossie Stewart | Żeglarstwo          | klasa Soling                                           | 40,1 pkt                                                             |

## Skład kadry

### Badminton
Kobiety
- Joanne Muggeridge – gra pojedyncza – 9. miejsce,
- Helen Troke – gra pojedyncza – 17. miejsce,
- Gillian Clark, Julie Bradbury – gra podwójna – 5. miejsce,
- Gillian Gowers, Sara Sankey – gra podwójna – 9. miejsce,

Mężczyźni
- Darren Hall – gra pojedyncza – 17. miejsce,
- Anders Nielsen – gra pojedyncza – 33. miejsce,
- Dave Wright, Nick Ponting – gra podwójna – 9. miejsce,
- Andy Goode, Chris Hunt – gra podwójna – 9. miejsce,

### Boks
Mężczyźni
- Rowan Williams waga papierowa do 48 kg – 5. miejsce,
- Paul Ingle waga musza do 52 kg – 9. miejsce,
- Brian Carr waga piórkowa do 57 kg – 17. miejsce,
- Alan Vaughan waga lekka do 60 kg – 17. miejsce,
- Peter Richardson waga lekkopółśrednia do 63,5 kg – 5. miejsce,
- Adrian Carew-Dodson waga półśrednia do 67 kg – 9. miejsce,
- Robin Reid waga lekkośrednia do 71 kg – 3. miejsce,
- Mark Edwards waga średnia do 75 kg – 17. miejsce,
- Stephen Wilson waga półciężka do 81 kg – 5. miejsce,
- Paul Lawson waga ciężka do 91 kg – 17. miejsce,

### Gimnastyka
Kobiety
- Sarah Mercer

wielobój indywidualnie – 67. miejsce,
ćwiczenia wolne – 66. miejsce,
skok przez konia – 60. miejsce,
ćwiczenia na poręczach – 60. miejsce,
ćwiczenia na równoważni – 78. miejsce,
- Rowena Roberts

wielobój indywidualnie – 85. miejsce,
ćwiczenia wolne – 74. miejsce,
skok przez konia – 85. miejsce,
ćwiczenia na poręczach – 84. miejsce,
ćwiczenia na równoważni – 79. miejsce,
- Viva Seifert – gimnastyka artystyczna – indywidualnie – 29. miejsce,
- Deborah Southwick – gimnastyka artystyczna – indywidualnie – 22. miejsce,

Mężczyźni
- Neil Thomas

wielobój indywidualnie – 20. miejsce,
ćwiczenia wolne – 13. miejsce,
skok przez konia – 11. miejsce,
ćwiczenia na poręczach – 43. miejsce,
ćwiczenia na drążku – 46. miejsce,
ćwiczenia na kółkach – 32. miejsce,
ćwiczenia na koniu z łękami – 31. miejsce,
- James May

wielobój indywidualnie – 33. miejsce,
ćwiczenia wolne – 40. miejsce,
skok przez konia – 11. miejsce,
ćwiczenia na poręczach – 46. miejsce,
ćwiczenia na drążku – 79. miejsce,
ćwiczenia na kółkach – 45. miejsce,
ćwiczenia na koniu z łękami – 59. miejsce,
- Terry Bartlett

wielobój indywidualnie – 82. miejsce,
ćwiczenia wolne – 47. miejsce,
skok przez konia – 74. miejsce,
ćwiczenia na poręczach – 67. miejsce,
ćwiczenia na drążku – 53. miejsce,
ćwiczenia na kółkach – 79. miejsce,
ćwiczenia na koniu z łękami – 90. miejsce,
- David Cox

wielobój indywidualnie – 85. miejsce,
ćwiczenia wolne – 75. miejsce,
skok przez konia – 67. miejsce,
ćwiczenia na poręczach – 89. miejsce,
ćwiczenia na drążku – 83. miejsce,
ćwiczenia na kółkach – 84. miejsce,
ćwiczenia na koniu z łękami – 87. miejsce,
- Marvin Campbell

wielobój indywidualnie – 88. miejsce,
ćwiczenia wolne – 77. miejsce,
skok przez konia – 87. miejsce,
ćwiczenia na poręczach – 91. miejsce,
ćwiczenia na drążku – 91. miejsce,
ćwiczenia na kółkach – 82. miejsce,
ćwiczenia na koniu z łękami – 89. miejsce,
- Paul Bowler

wielobój indywidualnie – 92. miejsce,
ćwiczenia wolne – 90. miejsce,
skok przez konia – 55. miejsce,
ćwiczenia na poręczach – 93. miejsce,
ćwiczenia na drążku – 92. miejsce,
ćwiczenia na kółkach – 92. miejsce,
ćwiczenia na koniu z łękami – 92. miejsce,
- Neil Thomas, James May, Terry Bartlett, David Cox, Marvin Campbell, Paul Bowler – wielobój drużynowo – 12. miejsce,

### Hokej na trawie
Kobiety
- Jo Thompson, Helen Morgan, Lisa Bayliss, Karen Brown, Mary Nevill, Jill Atkins, Vicky Dixon, Wendy Fraser, Sandie Lister, Jane Sixsmith, Alison Ramsay, Jackie McWilliams, Tammy Miller, Mandy Nichols-Nicholson, Kath Johnson, Sue Fraser – 3. miejsce,

Mężczyźni
- Sean Rowlands, Sam Martin, Paul Bolland, Simon Nicklin, Jon Potter, Jason Laslett, Robert Hill, Steve Batchelor, Russell Garcia, John Shaw, Nicky Thompson, Sean Kerly, Robert Clift, Jason Lee, Donald Williams – 6. miejsce,

### Judo
Kobiety
- Karen Briggs – waga do 48 kg – 5. miejsce,
- Sharon Rendle – waga do 52 kg – 3. miejsce,
- Nicola Fairbrother – waga do 56 kg – 2. miejsce,
- Diane Bell – waga do 61 kg – 9. miejsce,
- Kate Howey – waga do 66 kg – 3. miejsce,
- Josie Horton – waga do 72 kg – 5. miejsce,
- Sharon Lee – waga powyżej 72 kg – 9. miejsce,

Mężczyźni
- Nigel Donohue – waga do 60 kg – 19. miejsce,
- Ian Freeman – waga do 65 kg – 24. miejsce,
- Billy Cusack – waga do 71 kg – 18. miejsce,
- Ryan Birch – waga do 78 kg – 13. miejsce,
- Densign White – waga do 86 kg – 17. miejsce,
- Raymond Stevens – waga do 95 kg – 2. miejsce,
- Elvis Gordon – waga powyżej 95 kg – 9. miejsce,

### Jeździectwo
- Carl Hester – ujeżdżenie indywidualnie – 16. miejsce,
- Emile Faurie – ujeżdżenie indywidualnie – 21. miejsce,
- Laura Fry – ujeżdżenie indywidualnie – 29. miejsce,
- Carol Parsons – ujeżdżenie indywidualnie – 33. miejsce,
- Carl Hester, Emile Faurie, Laura Fry, Carol Parsons – ujeżdżenie drużynowo – 7. miejsce,
- John Whitaker – skoki przez przeszkody indywidualnie – 14. miejsce,
- Michael Whitaker – skoki przez przeszkody indywidualnie – 15. miejsce,
- Tim Grubb – skoki przez przeszkody indywidualnie – nie ukończył rundy finałowej,
- Nick Skelton – skoki przez przeszkody indywidualnie – 70. miejsce,
- John Whitaker, Michael Whitaker, Tim Grubb, Nick Skelton- skoki przez przeszkody drużynowo – 7. miejsce,
- Karen Straker-Dixon – WKKW indywidualnie – 6. miejsce,
- Mary Thomson-King – WKKW indywidualnie – 9. miejsce,
- Richard Walker – WKKW indywidualnie – 55. miejsce,
- Ian Stark – WKKW indywidualnie – nie ukończył konkurencji
- Karen Straker-Dixon, Mary Thomson-King, Richard Walker, Ian Stark – WKKW drużynowo – 6. miejsce,

### Kajakarstwo
Kobiety
- Alison Thorogood – K-1 500 m – odpadła w półfinale,
- Hilary Dresser, Andrea Dallaway, Alison Thorogood, Sandra Troop – K-4 500 m – odpadły w półfinale,
- Lynn Simpson – kajakarstwo górskie – K-1 – 10. miejsce,
- Karen Like – kajakarstwo górskie – K-1 – 13. miejsce,
- Rachel Fox – kajakarstwo górskie – K-1 – 16. miejsce,

Mężczyźni
- Simon Parsons – K-1 500 m – odpadł w repesażach,
- Graham Burns – K-1 1000 m – odpadł w repesażach,
- Ivan Lawler, Grayson Bourne – K-2 500 m – odpadli w półfinale,
- James Block, Reuben Burgess – K-2 1000 m – odpadli w półfinale,
- Eric Jamieson – C-1 500 m – nie ukończył wyścigu finałowego (został zdyskwalifikowany),
- Andrew Train – C-1 1000 m – 6. miejsce,
- Andrew Train, Steve Train – C-2 1000 m – odpadli w półfinale,
- Richard Fox – kajakarstwo górskie – K-1 – 4. miejsce,
- Melvyn Jones – kajakarstwo górskie – K-1 – 7. miejsce,
- Ian Raspin – kajakarstwo górskie – K-1 – 20. miejsce,
- Gareth Marriott – kajakarstwo górskie – C-1 – 2. miejsce,
- Mark Delaney – kajakarstwo górskie – C-1 – 25. miejsce,
- Andrew Clough, Iain Clough – kajakarstwo górskie – C-2 – 12. miejsce,
- Chris Arrowsmith, Paul Brain – kajakarstwo górskie – C-2 – 17. miejsce,

### Kolarstwo
Kobiety
- Marie Purvis – kolarstwo szosowe – wyścig ze startu wspólnego – 24. miejsce,
- Louise Jones – kolarstwo szosowe – wyścig ze startu wspólnego – 40. miejsce,
- Sally Hodge – kolarstwo szosowe – wyścig ze startu wspólnego – 45. miejsce,

Mężczyźni
- Simeon Hempsall – kolarstwo szosowe – wyścig ze startu wspólnego – 36. miejsce,
- David Cook – kolarstwo szosowe – wyścig ze startu wspólnego – 60. miejsce,
- Matthew Stephens – kolarstwo szosowe – wyścig ze startu wspólnego – 61. miejsce,
- Gary Dighton, Stephen Farrell, Matt Illingworth, Peter Longbottom – kolarstwo szosowe – wyścig drużynowy na 100 km na czas,
- Anthony Stirrat – kolarstwo torowe – wyścig na 1 km ze startu zatrzymanego – 14. miejsce,
- Chris Boardman – kolarstwo torowe – wyścig na 4000 m na dochodzenie indywidualnie – 1. miejsce,
- Chris Boardman, Paul Jennings, Bryan Steel, Glen Sword – kolarstwo torowe – wyścig na 4000 m na dochodzenie drużynowo – 5. miejsce,
- Simon Lillistone – kolarstwo torowe – wyścig punktowy – 18. miejsce,

### Lekkoatletyka
Kobiety
- Stephi Douglas – bieg na 100 m – odpadła w ćwierćfinale,
- Jennifer Stoute – bieg na 200 m – odpadła w półfinale,
- Simmone Jacobs – bieg na 200 m – odpadła w ćwierćfinale,
- Phylis Smith – bieg na 400 m – 8. miejsce,
- Sandra Douglas – bieg na 400 m – odpadła w półfinale,
- Lorraine Hanson – bieg na 400 m – odpadła w ćwierćfinale,
- Lorraine Baker – bieg na 800 m – odpadła w ćwierćfinale,
- Diane Edwards – bieg na 800 m – odpadła w ćwierćfinale,
- Paula Fryer – bieg na 800 m – odpadła w eliminacjach,
- Kirsty Wade – bieg na 1500 m – odpadła w półfinale,
- Maxine Newman – bieg na 1500 m – odpadła w eliminacjach,
- Ann Williams – bieg na 1500 m – odpada w eliminacjach,
- Yvonne Murray – bieg na 3000 m – 8. miejsce,
- Alison Wyeth – bieg na 3000 m – 9. miejsce,
- Lisa York – bieg na 3000 m – odpadła w eliminacjach,
- Liz McColgan – bieg na 10 000 m – 5. miejsce,
- Jill Hunter – bieg na 10 000 m – 10. miejsce,
- Andrea Wallace – bieg na 10 000 m – odpadła w eliminacjach,
- Sally Eastall – maraton – 13. miejsce,
- Veronique Marot – maraton – 16. miejsce,
- Sally Ellis – maraton – 27. miejsce,
- Jacqui Agyepong – bieg na 100 m przez płotki – odpadła w ćwierćfinale,
- Lesley-Ann Skeete – bieg na 100 m przez płotki – odpadła w eliminacjach,
- Kay Morley-Brown – bieg na 100 m przez płotki – odpadła w eliminacjach,
- Sally Gunnell – bieg na 400 m przez płotki – 1. miejsce,
- Gowry Retchakan – bieg na 400 m przez płotki – odpadła w ćwierćfinale,
- Louise Fraser – bieg na 400 m przez płotki – odpadła w eliminacjach,
- Phylis Smith, Sandra Douglas, Jennifer Stoute, Sally Gunnell – sztafeta 4 x 400 m – 3. miejsce,
- Betty Sworowski – chód na 10 km – 32. miejsce,
- Lisa Langford-Kehler – chód na 10 km – 35. miejsce,
- Vicky Lupton – chód na 10 km – nie ukończyła konkurencji (dyskwalifikacja),
- Debbie Marti – skok wzwyż – 9. miejsce,
- Jo Jennings – skok wzwyż – 30. miejsce,
- Yinka Idowu – skok w dal – 23. miejsce,
- Joanne Wise – skok w dal – 26. miejsce,
- Fiona May – skok w dal – nie sklasyfikowana (nie zaliczyła żadnej próby),
- Myrtle Augee – pchnięcie kulą – 14. miejsce,
- Jackie McKernan – rzut dyskiem – 26. miejsce,
- Tessa Sanderson – rzut oszczepem – 4. miejsce,
- Clova Court – siedmiobój – 19. miejsce,

Mężczyźni
- Linford Christie

bieg na 100 m – 1. miejsce,
bieg na 200 m – odpadł w półfinale,
- Marcus Adam

bieg na 100 m – odpadł w ćwierćfinale,
bieg na 200 m – 8. miejsce,
- John Regis – bieg na 200 m – 6. miejsce,
- David Grindley – bieg na 400 m – 6. miejsce,
- Roger Black – bieg na 400 m – odpadł w półfinale,
- Derek Redmond – bieg na 400 m – odpadł w półfinale,
- Curtis Robb – bieg na 800 m – 6. miejsce,
- Tom McKean – bieg na 800 m – odpadł w półfinale,
- Steve Heard – bieg na 800 m – odpadł w półfinale,
- Kevin McKay – bieg na 1500 m – odpadł w półfinale,
- Matt Yates – bieg na 1500 m – odpadł w półfinale,
- Steve Crabb – bieg na 1500 m – odpadł w eliminacjach,
- Robert Denmark – bieg na 5000 m – 7. miejsce,
- Jack Buckner – bieg na 5000 m – odpadł w eliminacjach,
- Ian Hamer – bieg na 5000 m – odpadł w eliminacjach,
- Paul Evans – bieg na 10 000 m – 11. miejsce,
- Richard Nerurkar – bieg na 10 000 m – 17. miejsce,
- Eamonn Martin – bieg na 10 000 m – odpadł w eliminacjach,
- Steve Brace – maraton – 27. miejsce,
- Dave Long – maraton – 39. miejsce,
- Paul Davies-Hale – maraton – 41. miejsce,
- Tony Jarrett – bieg na 110 m przez płotki – 4. miejsce,
- Colin Jackson – bieg na 110 m przez płotki – 7. miejsce,
- Hughie Teape – bieg na 110 m przez płotki – 7. miejsce,
- Kriss Akabusi – bieg na 400 m przez płotki – 3. miejsce,
- Max Robertson – bieg na 400 m przez płotki – odpadł w eliminacjach (nie ukończył biegu),
- Tom Hanlon – bieg na 3000 m z przeszkodami – 6. miejsce,
- Tom Buckner – bieg na 3000 m z przeszkodami – odpadł w półfinale,
- Colin Walker – bieg na 3000 m z przeszkodami – odpadł w półfinale,
- Marcus Adam, Tony Jarrett, John Regis, Linford Christie, Jason John[6] – sztafeta 4 x 100 m – 4. miejsce,
- Roger Black, David Grindley, Kriss Akabusi, John Regis, Du’aine Ladejo[6], Mark Richardson[6] – sztafeta 4 × 400 m – 3. miejsce
- Chris Maddocks – chód na 20 km – 16. miejsce,
- Andy Penn – chód na 20 km – 23. miejsce,
- Martin Rush – chód na 20 km – 24. miejsce,
- Les Morton – chód na 50 km – 21. miejsce,
- Paul Blagg – chód na 50 km – 30. miejsce,
- Steven Smith – skok wzwyż – 12. miejsce,
- Brendan Reilly – skok wzwyż – 16. miejsce,
- Dalton Grant – skok wzwyż – 29. miejsce,
- Mike Edwards – skok o tyczce – 26. miejsce,
- Mark Forsythe – skok w dal – 22. miejsce,
- Francis Agyepong – trójskok – 18. miejsce,
- Julian Golley – trójskok – 26. miejsce,
- Jonathan Edwards – trójskok – 35. miejsce,
- Paul Edwards – pchnięcie kulą – 15. miejsce,
- Simon Williams – rzut dyskiem – 28. miejsce,
- Paul Head – rzut młotem – 22. miejsce,
- Steve Backley – rzut oszczepem – 3. miejsce,
- Mick Hill – rzut oszczepem – 11. miejsce,
- Nigel Bevan – rzut oszczepem – 26. miejsce,
- David Bigham – dziesięciobój – 18. miejsce,

### Łucznictwo
Kobiety
- Alison Williamson – indywidualnie – 8. miejsce,
- Joanne Franks-Edens – indywidualnie – 36. miejsce,
- Sylvia Harris – indywidualnie – 46. miejsce,
- Alison Williamson, Joanne Franks-Edens, Sylvia Harris – drużynowo – 13. miejsce,

Mężczyźni
- Richard Priestman – indywidualnie – 3. miejsce,
- Simon Terry – indywidualnie – 13. miejsce,
- Steven Hallard – indywidualnie – 41. miejsce,
- Richard Priestman, Simon Terry, Steven Hallard – drużynowo – 3. miejsce,

### Pięciobój nowoczesny
Mężczyźni
- Graham Brookhouse – indywidualnie – 8. miejsce,
- Richard Phelps – indywidualnie – 13. miejsce,
- Dominic Mahony – indywidualnie – 36. miejsce,
- Graham Brookhouse, Richard Phelps, Dominic Mahony – drużynowo – 6. miejsce,

### Pływanie
Kobiety
- Karen Pickering

50 m stylem dowolnym – 24. miejsce,
100 m stylem dowolnym – 17. miejsce,
200 m stylem dowolnym – 10. miejsce,
- Alison Sheppard

50 m stylem dowolnym – 27. miejsce,
100 m stylem dowolnym – 31. miejsce,
- Samantha Foggo

400 m stylem dowolnym – 19. miejsce,
800 m stylem dowolnym – 13. miejsce,
- Elizabeth Arnold

400 m stylem dowolnym – 25. miejsce,
800 m stylem dowolnym – 17. miejsce,
- Joanne Deakins

100 m stylem grzbietowym – 19. miejsce,
200 m stylem grzbietowym – 10. miejsce,
- Katherine Read

100 m stylem grzbietowym – 24. miejsce,
200 m stylem grzbietowym – 21. miejsce,
- Susannah Brownsdon

100 m stylem klasycznym – 23. miejsce,
200 m stylem klasycznym – 21. miejsce,
- Jaime King

100 m stylem klasycznym – 24. miejsce,
200 m stylem klasycznym – 33. miejsce,
- Madeleine Campbell – 100 m stylem motylkowym – 20. miejsce,
- Samantha Purvis

100 m stylem motylkowym – 28. miejsce,
200 m stylem motylkowym – 13. miejsce,
- Helen Slatter

200 m stylem motylkowym – 24. miejsce,
200 m stylem zmiennym – 26. miejsce,
400 m stylem zmiennym – 23. miejsce,
- Sharron Davies

200 m stylem zmiennym – 21. miejsce,
400 m stylem zmiennym – 21. miejsce,
- Joanne Deakins, Susannah Brownsdon, Madeleine Campbell, Karen Pickering – sztafeta 4 x 100 m stylem zmiennym – 10. miejsce,

Mężczyźni
- Mark Foster – 50 m stylem dowolnym – 6. miejsce,
- Mike Fibbens

50 m stylem dowolnym – 19. miejsce,
100 m stylem dowolnym – 21. miejsce,
- Paul Howe

100 m stylem dowolnym – 24. miejsce,
200 m stylem dowolnym – 13. miejsce,
- Paul Palmer

200 m stylem dowolnym – 9. miejsce,
400 m stylem dowolnym – 10. miejsce,
- Stephen Akers

400 m stylem dowolnym – 28. miejsce,
1500 m stylem dowolnym – 19. miejsce,
- Ian Wilson – 1500 m stylem dowolnym – 5. miejsce,
- Martin Harris – 100 m stylem grzbietowym – 24. miejsce,
- Adam Ruckwood

100 m stylem grzbietowym – 30. miejsce,
200 m stylem grzbietowym – 24. miejsce,
- Matthew O’Connor – 200 m stylem grzbietowym – 32. miejsce,
- Nick Gillingham

100 m stylem klasycznym – 7. miejsce,
200 m stylem klasycznym – 3. miejsce,
- Adrian Moorhouse – 100 m stylem klasycznym – 8. miejsce,
- Jason Hender – 200 m stylem klasycznym – 35. miejsce,
- Richard Leishman – 100 m stylem motylkowym – 19. miejsce,
- Simon Wainwright

100 m stylem motylkowym – 41. miejsce,
200 m stylem motylkowym – 22. miejsce,
- John Davey – 200 m stylem zmiennym – 18. miejsce,
- Andy Rolley

200 m stylem zmiennym – 36. miejsce,
400 m stylem zmiennym – 25. miejsce,
- Roland Lee, Mark Foster, Mike Fibbens, Paul Howe – sztafeta 4 x 100 m stylem dowolnym – 7. miejsce,
- Paul Palmer, Steven Mellor, Stephen Akers, Paul Howe – sztafeta 4 x 200 m stylem dowolnym – 6. miejsce,
- Martin Harris, Nick Gillingham, Richard Leishman, Roland Lee – sztafeta 4 × 100 m stylem zmiennym – 9. miejsce,

### Pływanie synchroniczne
Kobiety
- Kerry Shacklock – solistki – 7. miejsce,
- Laila Vakil – solistki – odpadła w eliminacjach,
- Natasha Haynes – solistki – odpadła w eliminacjach,
- Kerry Shacklock, Laila Vakil – duety – 6. miejsce,

### Podnoszenie ciężarów
Mężczyźni
- Tony Morgan – waga do 75 kg – 26. miejsce,
- Dave Morgan – waga do 82,5 kg – 15. miejsce,
- Andrew Callard – waga do 82,5 kg – 20. miejsce,
- Peter May – waga do 90 kg – 7. miejsce,
- Keith Boxell – waga do 90 kg – 18. miejsce,
- Raymond Kopka – waga do 110 kg – 17. miejsce,

### Skoki do wody
Kobiety
- Naomi Bishop – trampolina 3 m – 19. miejsce,
- Hayley Allen – wieża 10 m – 12. miejsce,
- Lesley Ward – wieża 10 m – 25. miejsce,

Mężczyźni
- Bob Morgan

trampolina 3 m – 15. miejsce,
wieża 10 m – 5. miejsce,

### Strzelectwo
- Kevin Gill – trap – 25. miejsce,
- Andrew Austin – skeet – 21. miejsce,
- Diane Le Grelle – skeet – 59. miejsce,

Mężczyźni
- Adrian Breton – pistolet szybkostrzelny 25 m – 28. miejsce,
- Nigel Wallace – pistolet pneumatyczny 10 m – 37. miejsce,
- Alister Allan

karabin małokalibrowy trzy pozycje 50 m – 38. miejsce,
karabin małokalibrowy leżąc 50 m – 43. miejsce,
- David Chapman – ruchoma tarcza 10 m – 22. miejsce,

### Szermierka
Kobiety
- Fiona McIntosh – floret indywidualnie – 8. miejsce,
- Linda Strachan – floret indywidualnie – 37. miejsce,
- Julia Bracewell – floret indywidualnie – 41. miejsce,
- Fiona McIntosh, Linda Strachan, Julia Bracewell, Amanda Ferguson, Sarah Mawby – floret drużynowo – 11. miejsce,

Mężczyxni
- Jonathan Davis – floret indywidualnie – 19. miejsce,
- William Gosbee – floret indywidualnie – 24. miejsce,
- Donnie McKenzie – floret indywidualnie – 32. miejsce,
- Jonathan Davis, William Gosbee, Donnie McKenzie, Anthony Bartlett – floret drużynowo – 9. miejsce,
- Steven Paul – szpada indywidualnie – 53. miejsce,
- Kirk Zavieh – szabla indywidualnie – 31. miejsce,
- Ian Williams – szabla indywidualnie – 32. miejsce,
- Gary Fletcher – szabla indywidualnie – 33. miejsce,
- Kirk Zavieh, Ian Williams, Gary Fletcher, James Williams, Amin Zahir – szabla drużynowo – 12. miejsce,

### Tenis stołowy
Kobiety
- Alison Gordon – gra pojedyncza – 9. miejsce,
- Lisa Lomas – gra pojedyncza – 17. miejsce,
- Andrea Holt, Lisa Lomas – gra podwójna – 9. miejsce,

Mężczyźni
- Carl Prean – gra pojedyncza – 17. miejsce,
- Matthew Syed – gra pojedyncza – 33. miejsce,
- Alan Cooke, Carl Prean – gra podwójna – 9. miejsce,

### Tenis ziemny
Kobiety
- Samantha Smith – gra pojedyncza – 17. miejsce,
- Sara Gomer – gra pojedyncza – 33. miejsce,
- Monique Javer – gra pojedyncza – 33. miejsce,
- Samantha Smith, Clare Wood – gra podwójna – 17. miejsce,

Mężczyźni
- Chris Wilkinson – gra pojedyncza – 33. miejsce,
- Andrew Castle – gra pojedyncza – 33. miejsce,
- Andrew Castle, Chris Wilkinson – gra podwójna – 17. miejsce,

### Wioślarstwo
Kobiety
- Patricia Reid – jedynki – 9. miejsce,
- Annabel Eyres, Alison Gill – dwójki podwójne – 5. miejsce,
- Joanne Turvey, Miriam Batten – dwójka bez sternika – 5. miejsce,
- Allison Barnett, Kim Thomas, Suzanne Kirk, Gillian Lindsay – czwórka bez sternika – 8. miejsce,
- Fiona Freckleton, Philippa Cross, Dorothy Blackie, Susan Smith, Kate Grose, Rachel Hirst, Kareen Marwick, Katharine Brownlow, Alison Paterson – ósemka – 7. miejsce,

Mężczyźni
- Wade Hall-Craggs – jedynki – 14. miejsce,
- Steve Redgrave, Matthew Pinsent – dwójka bez sternika – 1. miejsce,
- Jonny Searle, Greg Searle, Garry Herbert – dwójka ze sternikiem – 1. miejsce,
- Michael Harris, Roger Brown, Guy Pooley, Peter Haining – czwórka podwójna – 13. miejsce
- Salih Hassan, John Garrett, Gavin Stewart, Richard Stanhope – czwórka bez sternika – 7. miejsce,
- Peter Mulkerrins, Nicholas Burfitt, Terence Dillon, Simon Berrisford, John Deakin – czwórka ze sternikiem – 9. miejsce,
- Martin Cross, Tim Foster, Richard Phelps, Jim Walker, Ben Hunt-Davis, Stephen Turner, Rupert Obholzer, Jonathan Singfield, Adrian Ellison – ósemka – 6. miejsce,

### Zapasy
Mężczyźni
- Calum McNeil – styl wolny waga do 68 kg – odpadł w eliminacjach,

### Żeglarstwo
- Penny Way-Wilson – windsurfing kobiety – 6. miejsce,
- Shirley Robertson – klasa Europa – 9. miejsce,
- Debbie Jarvis, Sue Hay-Carr – klasa 470 kobiety – 12. miejsce,
- Barrie Edgington – windsurfing mężczyźni – 12. miejsce,
- Stuart Childerley – klasa Finn – 4. miejsce,
- Andrew Hemmings, Paul Brotherton – klasa 470 mężczyźni – 6. miejsce,
- David Howlett, Phil Lawrence – klasa Star – 14. miejsce,
- David Williams, Ian Rhodes – klasa Tornado – 10. miejsce,
- Lawrie Smith, Robert Cruickshank, Ossie Stewart – klasa Soling – 3. miejsce,
- Adrian Stead, Peter Allam – klasa Latający Holender – 15. miejsce,